# Mary Lee Settle
Mary Lee Settle (* 29. Juli 1918 in Charleston, West Virginia; † 27. September 2005 in Charlottesville, Virginia) war eine US-amerikanische Schriftstellerin, die vor allem für ihre historischen Romane bekannt ist. Daneben machte sie sich als Mitbegründerin des PEN/Faulkner Awards einen Namen.

## Leben
Mary Lee Settle wurde 1918 in Charleston im kohlereichen US-Bundesstaat West Virginia geboren. Ihr Vater, ein Ingenieur, hatte sich auf den Bereich Arbeitssicherheit im Kohlebergbau spezialisiert und arbeitete daher in den Kohleminen der Umgebung, was die Familie in den Jahren nach Settles Geburt zwang, mehrfach den Wohnort zu wechseln. Teilweise verbrachte sie die frühen Jahre ihrer Kindheit auch im benachbarten Kentucky. Nach zehn Jahren kehrte die Familie dauerhaft nach Charleston zurück, wo Settle in den nächsten Jahren ihre Jugendzeit verbrachte. Nach dem Abschluss der Schule besuchte Settle das Sweet Briar College in Virginia, das sie nach zwei Jahren abbrach, um als Model zu arbeiten. Ebenso nahm sie am Casting für die Rolle der „Scarlett O’Hara“ im Film Vom Winde verweht teil. Im Jahr 1939 heiratete sie den Engländer Rodney Weathersbee, der mit Ausbruch des Zweiten Weltkriegs in sein Heimatland zurückkehrte, um zu dienen. Settle folgte ihm und verpflichtete sich freiwillig für den Kriegsdienst in der Women’s Auxiliary Air Force. Ihre erste Ehe brachte einen Sohn hervor, endete aber 1946 in der Scheidung.
Nach dem Krieg kehrte Settle für einige Zeit nach New York City zurück und arbeitete bei Harper’s Bazaar, reichte aber ihre Kündigung ein, um freischaffende Schriftstellerin zu werden. Wenig später kehrte sie nach England zurück. 1946 heiratete sie dort Douglas Newton, einen Dichter und Journalisten. Mit ihm lebte sie in einer Scheune in Cornwall, zusammen mit ihrem Sohn aus erster Ehe. In den nächsten Jahren verfasste sie sechs nie gespielte Dramen, vier Filmskripte und arbeitete als „Etiquette-Expertin“ mit dem Pseudonym Mrs. Charles Palmer und frei erfundener Biografie für das US-amerikanische Modemagazin Women’s Day. Im  Jahr 1954 publizierte sie ihren ersten Roman und startete damit ganz offiziell ihre Karriere als Schriftstellerin. Zwei Jahre später, 1956, endete auch ihre zweite Ehe nach zehn Jahren in der Scheidung. Erneut kehrte sie in die Vereinigten Staaten zurück, bevor sie Ende der 1960er Jahre – als überzeugte Demokratin entsetzt vom Wahlsieg des konservativen Republikaners Richard Nixon – erneut nach Europa auswanderte. Ab 1969 lebte sie zunächst in England und dann in der Türkei, ehe sie 1974 schließlich doch wieder in die Vereinigten Staaten zurückkehrte. Parallel unterrichtete sie von 1965 bis 1976 am Bard College, weitere Lehrstellen hatte sie im Laufe der Zeit an der University of Virginia und am Iowa Writers’ Workshop inne.
Nach ihrer Rückkehr aus der Türkei zog sie zurück nach West Virginia in den kleinen Ort Cedar Grove, den ihr Urgroßvater in den 1840er Jahren gegründet hatte. Aufgrund der engen familiären Bindung erlitt Settle jedoch eine Schreibblockade, sodass sie den Ort nach kurzer Zeit wieder verließ. Einen Lebensmittelpunkt baute sie im Laufe der Zeit primär in Charlottesville im Bundesstaat Virginia auf.  Mit 60 Jahren ging sie 1978 eine dritte Ehe mit dem Historiker William L. Tazewell († 1998) ein. Im gleichen Jahr erhielt sie für ihren Roman Blood Tie den National Book Award for Fiction. Ein Jahr später gehörte sie der Jury des Preises an, die in diesem Jahr den Preis an Tim O’Briens Going After Cacciato anstelle des favorisierten Publikumserfolgs The World According to Garp von John Irving vergab. Besonders die einflussreiche Verlagslandschaft von New York ging daraufhin auf die Barrikaden und setzte Änderungen am Auswahlprozess um, um den Preis nach ihren wirtschaftlichen Interessen auszurichten. Settle jedoch kritisierte diese Entscheidung; sie war davon überzeugt, dass es einen Preis brauche, der von Autoren für Autoren nur anhand des literarischen Wertes des Buches und frei von kommerziellen Interessen vergeben wird. Auch beschwerte sie sich über eine von ihr wahrgenommene Anti-Südstaaten-Haltung des National Book Award. Gemeinsam mit Gleichgesinnten baute sie daraufhin den heute renommierten PEN/Faulkner Award auf, zu dessen Organisationsteam sie bis zu ihrem Tod gehörte. Sie starb Ende September 2005 in einem Hospiz in Charlottesville, Virginia, an Lungenkrebs. Sie hinterließ ihren Sohn aus erster Ehe.

## Werk
Settles bekanntes Werk ist das sogenannte Beulah Quintet, ein fünfteiliger Zyklus aus historischen Romanen, dessen Erzählstrang vom England des Thomas Cromwell in das moderne West Virginia reichte. Settles historische Romane wurden von Kritikerin auch nicht zuletzt dafür gelobt, dass sie – als Ergebnis langwieriger Recherchearbeit – oftmals den Sprachgebrauch seiner erzählten Zeit verkörperten. Zu dem Zyklus gehören in gewisser Weise auch mehrere weitere Bücher: Im engeren Sinne ist da zunächst das 1964 veröffentlichte Fight Night of a Sweet Saturday, das ursprünglich als Abschluss der damaligen Trilogie gedacht war, aber von Kritikern zerrissen wurde und von Settle selbst später in der Geschichte des Zyklus übergangen wurde; heute zählt es nicht zum „klassischen“ Beaulah Quintet. Zudem handeln mit The Love Eaters (1954) und The Clam Shell gleich zwei Romane im gleichen Universum wie das eigentliche Beulah-Quintet, sind aber eigenständige Romane. Die Einordnung all dieser Bücher Settles als „historische Romame“ wird allerdings von Edward L. Galligan angezweifelt; er argumentiert, dass die Geschichtlichkeit nur eine Facette der Bücher sei und die Einordnung daher zu kurz komme.
Unabhängig davon veröffentlichte sie 1977 den Roman Blood Tie(1977) über die Gemeinschaft US-amerikanischer und britischer Staatsbürger in der Türkei, den sie während ihrer Zeit dort verfasste. 1986 folgte mit Celebration ein Roman, der von einer Liebesgeschichte zwischen einer US-amerikanischen Lehrerin und einem schottischen Geologen handelt. 1995 kehrte sie mit Choices zum Genre des historischen Romans zurück, indem sie die Geschichte einer jungen Frau aus Kentucky erzählt, die die unruhigen, streikintensiven Jahre der wirtschaftlichen Krise im Kohlebergbau in den 1930er Jahren miterlebt und von diesen mitgerissen wird. 2001 folgte mit I, Roger Williams ein Roman über das Leben in den frühen englischen Kolonien in Neuengland, der auf den Gründer von Rhode Island, Roger Williams, anspielt. Unvollendet blieb eine „imaginierte Biografie“ über die Kindheit Thomas Jeffersons.
Daneben veröffentlichte sie auch mehrere autobiografische Bücher und anderweitige Sachliteratur, unter anderem über ihren Militärdienst im Zweiten Weltkrieg, die Türkei, ihre Familiengeschichte und den Scopes-Prozess. Das zuletzt genannte Buch richtete sich an ein jüngeres Publikum; gleiches gilt für die 1967 veröffentlichte The Story of Flight. Ihr finales Buch Spanish Recognitions (2004) ist ein Bericht über eine Reise nach Spanien, die sie kurz zuvor unternommen hatte.

## Ehrungen
- 1957: Guggenheim-Stipendium[11]
- 1960: Guggenheim-Stipendium[11]
- 1978: National Book Award for Fiction[1]

## Veröffentlichungen
Romane
Beulah Quintet:
- O Beulah Land. Viking Press, New York 1956.
- Know Nothing. Viking Press, New York 1960.
- Prisons. Putnam, New York 1973. ISBN 0-399-11164-6.
- The Scapegoat. Random House, New York 1980. ISBN 0-394-50477-1.
- The Killing Ground. Farrar, Straus and Giroux, New York 1982. ISBN 0-374-18107-1.

Weitere Romane:
- The Love Eaters. Heinemann, London 1954.
- The Kiss of Kin. Heinemann, London 1955.
- Fight Night on a Sweet Saturday. Viking Press, New York 1964.
- The Clam Shell. Delacorte Press, New York 1971.
- Blood Tie. Houghton Mifflin Harcourt, Boston 1977. ISBN 0-395-25401-9.
- Celebration. Farrar, Straus & Giroux, New York 1986. ISBN 1-57003-096-0.
- Charley Bland. Farrar, Straus & Giroux, New York 1989. ISBN 0-374-12078-1.
- Choices. Nan A. Talese, New York 1995. ISBN 0-385-47699-X.
- I, Roger Williams. W. W. Norton & Co., New York 2002. ISBN 978-0-393-32383-2.

Jugendliteratur
- The Story of Flight. Random House, New York 1967.
- The Scopes Trial: The State of Tennessee v. John Thomas Scopes. F. Watts, New York 1972. ISBN 0-531-02027-4.

Autobiografien / Sachliteratur
- All the Brave Promises: Memories of Aircraft Woman Second Class 2146391. Seymour Lawrence, New York 1966. ISBN 1-125-88769-9.
- Turkish Reflections: A Biography of a Place. Prentice Hall, New York 1991. ISBN 0-13-917675-6.
- Addie: A Memoir. University of South Carolina Press, Columbia 1998. ISBN 978-1-57003-284-4.
- Spanish Recognitions. W. W. Norton & Co., New York 2004. ISBN 978-0-393-02027-4.